# Bowmaniella parageia
Bowmaniella parageia är en kräftdjursart som beskrevs av Brattegard 1970. Bowmaniella parageia ingår i släktet Bowmaniella och familjen Mysidae. Inga underarter finns listade i Catalogue of Life.